# Galva (Iowa)
Galva es una ciudad ubicada en el condado de Ida en el estado estadounidense de Iowa. En el Censo de 2010 tenía una población de 434 habitantes y una densidad poblacional de 235,35 personas por km².

## Geografía
Galva se encuentra ubicada en las coordenadas 42°30′21″N 95°25′4″O / 42.50583, -95.41778. Según la Oficina del Censo de los Estados Unidos, Galva tiene una superficie total de 1.84 km², de la cual 1.84 km² corresponden a tierra firme y (0%) 0 km² es agua.

## Demografía
Según el censo de 2010, había 434 personas residiendo en Galva. La densidad de población era de 235,35 hab./km². De los 434 habitantes, Galva estaba compuesto por el 95.39% blancos, el 0.23% eran afroamericanos, el 0.69% eran amerindios, el 0.23% eran asiáticos, el 0% eran isleños del Pacífico, el 3.23% eran de otras razas y el 0.23% pertenecían a dos o más razas. Del total de la población el 6.45% eran hispanos o latinos de cualquier raza.